# Mòng biển phương tây
Mòng biển phương Tây (danh pháp hai phần: Larus occidentalis) là một loài mòng biển thuộc họ Mòng biển.
Loài này phân bố ở bờ tây của Bắc Mỹ, từ British Columbia, Canada đến Baja California, Mexico,. Trước đây nó được xem là cùng loài với mòng biển chân vàng (Larus livens) của vịnh California. Mòng biển phương Tây trưởng thành có thân dài đến 55 đến 68 cm (22 đến 27 in), sải cánh dài 130 đến 144 cm (51 đến 57 in), cân nặng 800 đến 1.400 g (1,8 đến 3,1 lb)..
Nó cần 4 năm để có bộ lông đầy đủ, với các lớp lông và kiểu màu của chim trưởng thành. Nó thường sống thọ 15 năm nhưng có thể thọ đến 25 năm. Quần thể mòng biển phương tây lớn nhất trên các đảo Farallon, có cự ly khoảng 26 mi (40 km) về phía tây San Francisco, California.
Mòng biển phương Tây kiếm thức ăn ở môi trường sống biển khơi, các khu vực trong đại dương không phải gần bờ, và trong môi trường bãi triều, khu vực tiếp xúc với không khí khi thủy triều thấp và dưới nước khi thủy triều lên. Chúng ăn cá, động vật không xương sống như loài nhuyễn thể, mực và sứa. Chúng không thể lặn sâu, và thức ăn trên bề mặt. Trên đất chúng ăn xác chết hải cẩu và sư tử biển, cũng như sò, sao biển, ốc trong vùng bãi triều. Chúng cũng ăn rác thực phẩm của con người, chúng còn ăn chim non loài chim khác và thậm chí ăn cả chim trưởng thành loài chim khác. Nó cũng cướp cá từ các loài chim khác.